# Маниш
Нуно Рикардо де Оливеира Рибеиро (порт. Nuno Ricardo de Oliveira Ribeiro; Лисабон, 11. новембар 1977), познат и као Маниш (порт. Maniche), бивши је португалски фудбалер и репрезентативац. Надимак је добио по данском нападачу Бенфике Михаелу Манишеу.
Током играчке каријере променио је значајне европске клубове и освојио мноштво трофеја. Тако је, на пример, са Портом освојио Куп УЕФА и Лигу шампиона док је са лондонским Челсијем и миланским Интером био првак Премијер лиге, односно Серије А.
Са Португалом је наступио на Европском првенству 2004. и Светском првенству 2006. На Мундијалу у Немачкој 2006. Маниш је са репрезентацијом освојио четврто место. Ипак, најзначајнији резултат са репрезентацијом је остварио на Европском првенству 2004. године када су као домаћини стигли до финала где је Португал неочекивано изгубио од Грчке.

## Највећи успеси

### Порто
- Првенство Португала (2): 2002/03, 2003/04.
- Куп Португала (1): 2002/03.
- Суперкуп Португала (2): 2003, 2004.
- Куп УЕФА (1): 2002/03.
- Лига шампиона (1): 2003/04.
- Интерконтинентални куп (1): 2004.
- Суперкуп Европе: финале 2003, 2004.

### Челси
- Премијер лига (1): 2005/06.

### Интер
- Серија А (1) : 2007/08.

### Репрезентација Португала
- Европско првенство: финале 2004.